# NGC 2187
NGC 2187 (другие обозначения — ESO 57-68, AM 0604-693, IRAS06041-6934, PGC 18354) — пара галактик (Sa) в созвездии Золотая Рыба.
Этот объект входит в число перечисленных в оригинальной редакции «Нового общего каталога».
Джон Гершель три раза наблюдал за объектом, но только при первом своём наблюдении он описал объект как двойную туманность, во время остальных двух наблюдений о видел только самую яркую из них. Джон Дрейер в Новом общем каталоге использовал описание NGC 2187 как двойную туманность.